# Бегунчики

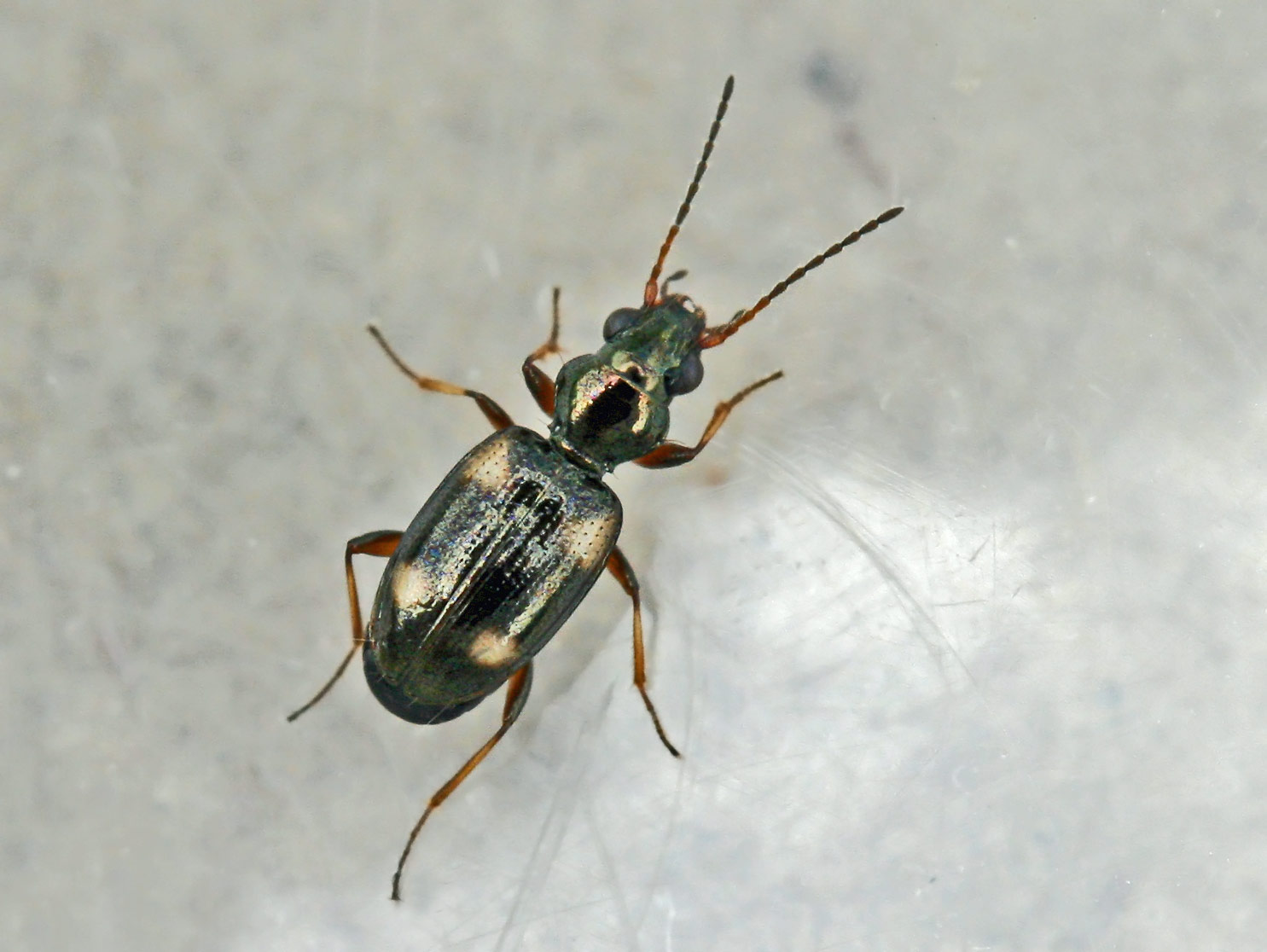
Bembidion quadrimaculatum

Бегунчик (лат. Bembidion) — род мелких жужелиц из подсемейства Trechinae. Включает около 1200 видов жуков в мировой фауне и около 100 в Европе. Род распространен в регионах с умеренным климатом и имеет биантитропический ареал (Северное полушарие, Анды, Новая Зеландия). Некоторые виды имеют русское название бегунчик.

## Описание
Мелкие быстро бегающие наземные жуки, как правило, имеют металлически блестящие покровы, черного, бронзового, зеленоватого цвета, длиной 2—8 мм (чаще 3—4 мм). Конечности светлее, одноцветные или коричневые. Верхняя часть тела голая. Надкрылья с явственными бороздками; иногда развита лишь прищитковая бороздка.

## Биология
Падальщики и хищники. Большинство живут рядом с водой, вдоль озер, ручьев и рек. Несколько видов обнаружены в горах (мелкая жужелица Bembidion bracculatum найдена только в Гималаях на высоте от 4300 до 5000 м, где в зоне вечных снегов найдено 25 видов рода) и в Арктике. Есть виды из засушливых районов и пустынь.

## Классификация
Это крупнейший по числу видов (~1200) род в семействе жужелиц. Было несколько попыток разделить род на множество мелких родов, например, была подобная работа у René Jeannel в 1941 году и у G.G. Perrault в 1981 году, но ни одна из них не была общепринята сообществом других энтомологов. Род Bembidion относят к подсемейству Trechinae Bonelli, 1810, трибе Bembidiini Stephens, 1827, подтрибе Bembidiina Stephens, 1827.

## Список подродов
Выделяют около 100 подродов в составе рода Bembidion.
- Actedium Motschulsky, 1864: 182
- Ananotaphus Netolitzky, 1931: 181
- Andrewesa Netolitzky, 1931c: 180
- Antiperyphanes Jeannel, 1962
- Antiperyphus Jeannel, 1962
- Aptenidium Habu et Ueno, 1955: 45
- Asioperyphus Vysoky, 1986: 94
- Aureoplataphus Netolitzky, 1943a: 46
- Australoemphanes Toledano, 2005: 99
- Bembidion Latreille, 1802: 82
- Bembidionetolitzkya E. Strand, 1929: 25
- Bembidromus Toledano, 2000: 32
- Blepharoplataphus Netolitzky, 1920b: 96
- Bracteon Bedel, 1879: 27
- Chilioperyphus Jeannel, 1962
- Chlorodium Motschulsky, 1864: 182
- Cyclolopha Casey, 1918
- Diplocampa Bedel, 1896a: 70
- Ecuadion Moret & Toledano, 2002: 157
- Emphanes Motschulsky, 1850a: 12
- Euperyphus Jeannel, 1941a: 483
- Eupetedromus Netolitzky, 1911b: 190
- Eurytrachelus Motschulsky, 1850a: 15
- Furcacampa Netolitzky, 1931
- Gondwanabembidion Toledano, 2005: 105
- Hirmoplataphus Netolitzky, 1943b: 107
- Hoquedela Muller-Motzfeld, 1988: 401
- Hydriomicrus Casey, 1918
- incertae sedis Bembidion — около 35 видов без указания подродовой принадлежности
- Jedlickion Toledano, 2008: 24
- Josefia Toledano, 2000: 23
- Leuchydrium Casey, 1918
- Limnaeoperyphus Nakane, 1963b: 23
- Liocosmius Casey, 1918
- Lionepha Casey, 1918
- Lymnaeum Stephens, 1828b: 2
- Metallina Motschulsky, 1850a: 12
- Microserrullula Netolitzky, 1921: 185
- Microsinocys Toledano, 1998: 28
- Necpericompsus Netolitzky, 1935a: 37
- Neja Motschulsky, 1864: 188
- Neoemphanes Habu, 1978b: 1
- Nepha Motschulsky, 1864: 190
- Nipponobembidion Habu et Baba, 1968a: 144
- Notaphemphanes Netolitzky, 1920b: 96
- Notaphiellus Jeannel, 1962
- Notaphocampa Netolitzky, 1914d: 167
- Notaphus Dejean, 1821: 16
- Nothocys Jeannel, 1962
- Notholopha Jeannel, 1962
- Nothonepha Jeannel, 1962
- Notoperyphus Bonniard de Saludo, 1970
- Ochthedromus LeConte, 1848
- Ocydromus Clairville, 1806: 20
- Ocyturanes Muller-Motzfeld, 1986a: 33
- Odontium LeConte, 1848: 452
- Omoperyphus Netolitzky, 1931b: 165
- Omotaphus Netolitzky, 1914d: 167
- Pacmophena Jeannel, 1962
- Pamirium Netolitzky, 1920a: 112
- Paraprincidium Netolitzky, 1914d: 165
- Parataphus Jedlicka, 1932
- Pekinium Csiki, 1901a: 102
- Peryphanes Jeannel, 1941a: 483
- Peryphiolus Jeannel, 1941a: 483
- Peryphodes Casey, 1918
- Peryphophila Netolitzky, 1939a: 11
- Peryphus Dejean, 1821: 17
- Philochtemphanes Netolitzky, 1943b: 82
- Philochthus Stephens, 1828b: 7
- Phyla Motschulsky, 1844: 238
- Plataphodes Ganglbauer, 1891a: 152
- Plataphus Motschulsky, 1864: 184
- Plocamoperyphus Jeannel, 1962
- Politophanes Muller-Motzfeld, 1998: 75
- Princidium Motschulsky, 1864: 181
- Pseudometallina Netolitzky, 1920a: 115
- Pseudoperyphus Hatch, 1950
- Pseudosinocys Toledano, 2005
- Pseudotrepanes Jeannel, 1962
- Semicampa Netolitzky, 1910a: 217
- Taiwanobembidion Habu, 1973: 109
- Talanes Motschulsky, 1864: 187
- Terminophanes Muller-Motzfeld, 1998: 73
- Testediolum Ganglbauer, 1891a: 53
- Testedium Motschulsky, 1864: 182
- Thaumatoperyphus Netolitzky, 1935b: 95
- Trechonepha Casey, 1918
- Trepanedoris Netolitzky, 1918a: 24
- Trepanes Motschulsky, 1864: 186
- Trichoplataphus Netolitzky, 1914c: 51
- Zeactedium Netolitzky, 1931
- Zemetallina Lindroth, 1976
- Zeperyphodes Lindroth, 1976
- Zeperyphus Lindroth, 1976
- Zeplataphus Lindroth, 1976